# Små Einsteins
Små Einsteins (engelsk: Little Einsteins) er en Disneyanimeret tegnefilmsserie til børn i alderen 2 til 6 år. Meningen med serien er at lære dem om kunst, rytme og klassisk musik. Disney lavede serien i samarbejde med The Baby Einstein Company. De begyndte produktionen i 2005 og stoppede i 2009. Det blev til 59 episoder fordelt på to sæsoner. Derudover blev der lavet tre film, Legenden Om Den Gyldne Pyramide, Rumskib Redder Ildfuglen og Juleønsket. I efteråret 2013 kom den sidste film med De Små Einsteins med titlen Rumskib igennem dimensionerne.

## Figurerne
Figurerne har til fælles, at de er gode til noget, og de er bange for flagermus og edderkopper
Leo: Er lederen af gruppen er seks år gammel og elsker at dirigere. Hans lillesøster hedder Annie, og de bor sammen i staten Californien. De er aldrig uvenner eller sure på hinanden, fordi de har et rigtigt godt bror-søster forhold. Leo har et musikkæledyr, som hedder Melodi. Leo kan kendes på sit røde hår, grønne øjne og sine grønne briller. Han har altid en sort T-shirt på, som har en orange ring rundt om brystregionen. Desuden har han orange shorts på og sorte og orange sko. Leos figur er baseret på den verdenskendte dirigent Leopold Stokowski
Annie: Er fire år gammel og lillesøster til Leo. Hun er dygtig til at synge, og hun synger ofte for at løse problemerne. Hun er den yngste i gruppen, og hun er altid glad og munter. Hun kan kendes på sit blonde hår med to hestehaler, som hver især har en lille lyserød sløjfe bundet i, og så sine blå øjne. Hun er den eneste af figurerne, som skifter tøj. I første sæson har hun en blå kjole, en grøn T-shirt og lyserøde converse-sko på. I sæson 2 skifter hendes blå kjole til lyserød og hendes grønne T-shirt til hvid. Annies figur er baseret på sangerinden Annie Ross.
June: Er også seks år gammel og er nabo til Leo og Annie. June kommer fra Asien. June er en meget talentfuld balletdanserinde, og hun er også den klogeste af dem alle, fx kender hun mange latinske ord, og hvis de andre spørger om noget, så har June næsten altid svaret. June kendes på sit lyserøde hårbånd, sit meget mørkebrune hår og sine brune øjne. June har altid et ballerinaskørt og et par dansesko på. Junes figur er baseret på danserinden June Taylor.
Quincy: Er fem år gammel og bedste ven med Leo. Quincy er afroamerikaner og en dygtig musiker, der kan spille på alle musikinstrumenter. Han er også en god snedker, han bygger faktisk sit eget legetøj. Quincy kan kendes på sit brune hår, brune øjne og brune hudfarve. Han har altid iført en gul T-shirt med grønne ærmer, blå bukser og røde sko på. Quincys figur er baseret på Quincy Jones.
Rumskib: Han blev givet til Leo, da Leo var en lille baby. Rumskib var en del af en babyuro, som Leo var helt vild med. Men Leo voksede fra sin uro, og den var glemt i mange år. Men ca. 5 1/2 år senere sad Leo, Annie, June og Quincy og kiggede på nogle af Leos babybilleder. De så uroen på et af billederne og begyndte at lede efter den. De fandt den, men Rumskib manglede. Rumskib var i de 5 1/2 vokset sig så stor,  at Leo og vennerne flyver rundt i ham hver dag. Rumskib bor i et hangar i Leo og Annies baghave. Rumskib kan ikke tale, men han kommunikerer via nogle xylofonlyde, som kun de Små Einsteins kan forstå.

## Stemmer
| Rolle  | Engelske Stemmer | Danske Stemmer         |
| ------ | ---------------- | ---------------------- |
| Leo    | Jesse Schwartz   | Otto Mølgaard Jakobsen |
| Annie  | Natalia Wojck    | Emma Weyde             |
| June   | Erica Huang      | Katrine Rye Skov       |
| Quincy | Aiden Pompey     | Carl Weyde             |